# Мутаяка
Мутая̀ка (на гръцки: Μουτταγιάκα) е село в Кипър, окръг Лимасол. Според статистическата служба на Република Кипър през 2001 г. селото има 2695 жители.
Намира се източно от Гермасогея.